# هوندا سی‌دی۱۷۵
هوندا سی‌دی۱۷۵ (به انگلیسی: Honda CD175) یک موتورسیکلت ژاپنی دوسیلندر، هواخنک (بدون رادیاتور) ساخته شده بین سال‌های ۱۹۶۷ تا ۱۹۷۹ توسط شرکت هوندا موتور به عنوان موتورسیکلت همه‌کاره بود. این مدل تورینگ موتور سیکلت ۱۷۵ سی سی هوندا بود که شامل سی‌بی۱۷۵ اسپرت و آفرود سی‌ال۱۷۵ نیز بود.
این موتورسیکلت دارای میل لنگ ۳۶۰ درجه، تک کاربراتور، موتور دوقلوی موازی، چرخ‌های ۱۶ اینچی و سرعت سنج ۱۰۰ مایل در ساعت (۱۶۰ کیلومتر در ساعت) بود.

### از سال ۱۹۶۷ تا ۱۹۶۸
موتورسیکلت‌ها دارای یک انجین دوقلو موازی چهارزمانه ۳۶۰ درجه بود. هوا خنک؛ بادامک سقفی تک (زنجیری رانده)؛ سیلندرهای متمایل به ۳۰ درجه به جلو از عمودی (موتور "شیب") با نسبت تراکم ۹: ۱. حداکثر ۱۷ اسب بخار در ۱۰٫۵۰۰ دور در دقیقه.

### از سال ۱۹۶۹ تا ۱۹۷۹
دارای یک موتور چهارزمانه مشابه بود اما با سیلندرهای عمودی (موتور "عمودی"). حداکثر ۱۵ اسب بخار در ۱۰٫۰۰۰ دور در دقیقه هر دو موتور از یک کاربراتور استفاده می‌کردند. برق ۶ ولت (اشتعال باطری) بود